# Бейсел, Элизабет
Элизабет Бейсел (англ. Elizabeth Beisel; род. 18 августа 1992 года, Саут-Кингстаун, Род-Айленд) — американская пловчиха, чемпионка мира и призёр Олимпийских игр. Специализируется в плавании на 400 метров комплексным плаванием и двухсотметровке на спине.
Дебютировала в составе сборной страны на чемпионате мира 2007 года. Она участвовала в заплывах на 200 метров на спине и закончила с 12-м результатом в полуфинале. На Олимпийских играх 2008 года она принимала участие в заплывах на 400 Метров комплексом и 200 метров на спине, оба раза квалифицировавшись в финал. В Лондоне четыре года спустя завоевала две медали: серебро на 400 м комплексом и бронзу на 200-метровой дистанции на спине.
Она тренируется в Университете Флориды.